# Węgorzyno
Węgorzyno é um município da Polônia, na voivodia da Pomerânia Ocidental e no condado de Łobez. Estende-se por uma área de 6,85 km², com 2 883 habitantes, segundo os censos de 2016, com uma densidade de 420,9 hab/km².